# Ямамото, Масахито (регбист)
Масахито Ямамото (яп. 山村亮, родился 29 мая 1978 в Нагоя) — японский регбист, играющий на позиции пропа за клуб «Тойота Верблиц». В прошлом — сумоист и бейсболист, чемпион префектуры Айти по сумо.

## В клубе
Выступает за команду «Тойота Верблиц» с 2000 года. Учился в Новой Зеландии, где приобретал опыт игры в регби.

## В сборной
В сборной Японии дебютировал в тест-матче 13 мая 2001 против сборной Южной Кореи (играл на позиции фланкера). Как проп первую игру провёл 19 мая 2002 против России. Единственные пять очков в карьере за сборную набрал 29 апреля 2007 в матче против Гонконга, занеся попытку. Участник чемпионатов мира 2003 и 2007 годов. Серебряный призёр летних Азиатских игр 2002 года по регби-15.